# 24201 Davidkeith
24201 Davidkeith este un asteroid din centura principală de asteroizi.

## Descriere
24201 Davidkeith este un asteroid din centura principală de asteroizi. A fost descoperit pe 7 decembrie 1999 la Socorro, New Mexico, în cadrul proiectului LINEAR. Asteroidul prezintă o orbită caracterizată de o semiaxă mare de 2,35 ua, o excentricitate de 0,08 și o înclinație de 6,7° în raport cu ecliptica.